# Messen
Messen es una comuna suiza del cantón de Soleura, situada en el distrito de Bucheggberg. Limita al norte con las comunas de Lüterswil-Gächliwil y Aetigkofen, al noreste con Unterramsern, al este con Mülchi (BE) y Etzelkofen (BE), al sur con Scheunen (BE), al oeste con Rapperswil (BE), y al noroeste con Wengi bei Büren (BE), Schnottwil y Biezwil.
La comuna actual es el resultado de la fusión el 1 de enero de 2010 de las antiguas comunas de Balm bei Messen, Brunnenthal, Messen y Oberramsern en la comuna de Messen.

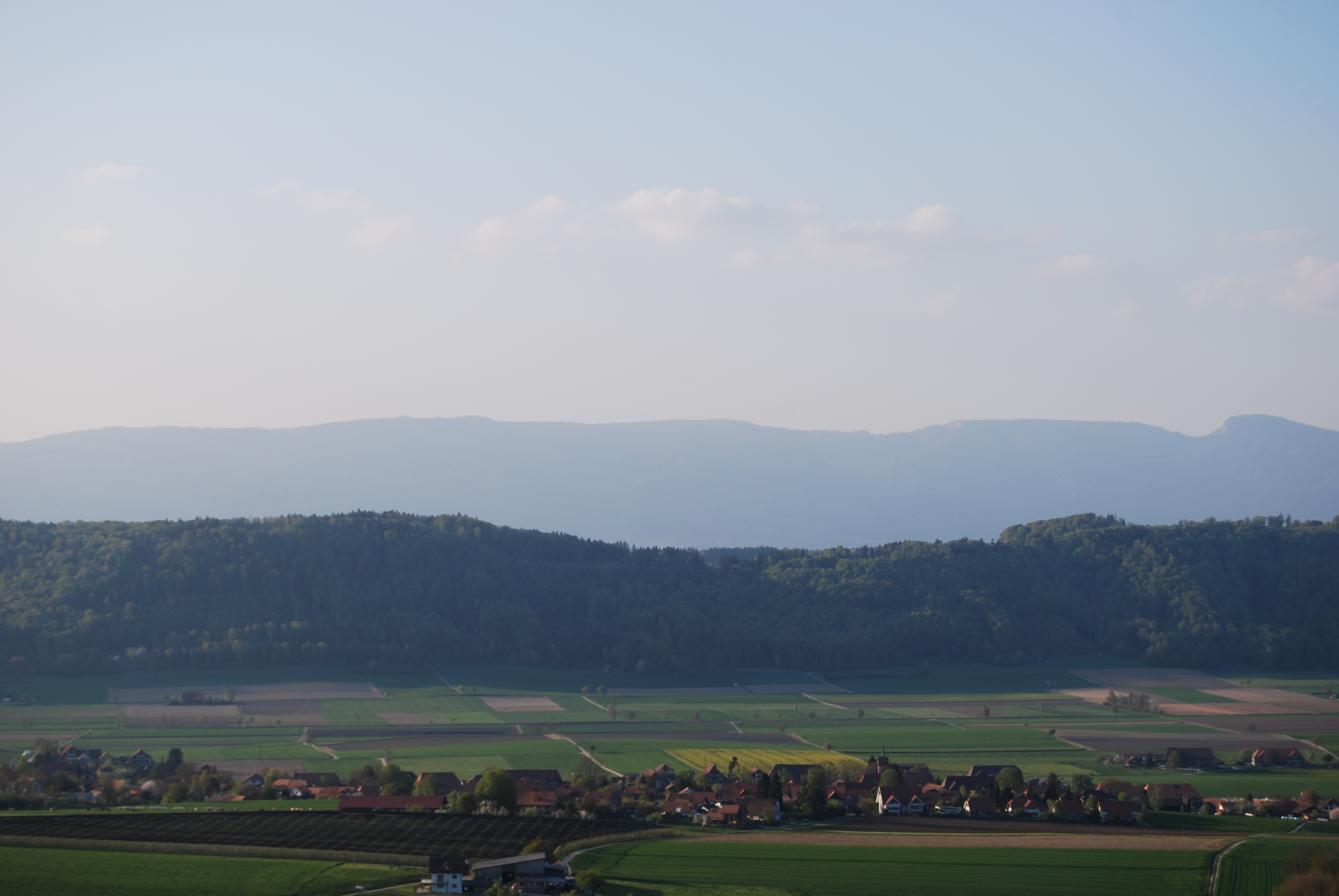
Messen